# Bee Movie: Povestea unei albine
Bee Movie: Povestea unei albine este un film de animație din 2007 produs de studiourile de animație DreamWorks Animation și distribuit de DreamWorks Pictures.